# Turdinus
Genre
Turdinus est un genre de passereaux de la famille des Pellorneidae.

## Liste des espèces
Selon le Congrès ornithologique international (ordre phylogénique) il comporte trois espèces :
- Turdinus macrodactylus (Strickland, 1844) — Grande Turdinule
- Turdinus marmoratus R. G. W. Ramsay, 1880 — Turdinule marbrée
- Turdinus atrigularis (Bonaparte, 1850) — Turdinule à gorge noire

## Systématique
Le nom valide complet (avec auteur) de ce taxon est Turdinus Blyth, 1844.